# Odilo Scherer
Odilo Pedro Scherer, född 21 september 1949 i Cerro Largo i Brasilien, är en brasiliansk kardinal.
Scherer är ättling till tyska immigranter från Saarland, och studerade till präst vid Gregoriana i Rom. Efter att Scherer prästvigts 1976 var han verksam som präst i Toledo, Brasilien. Åren 1994-2001 ingick han i Vatikanens biskopskongregation.
2002 vigdes Scherer till biskop. Fram till 2007 var han biskop, sedan ärkebiskop, av São Paulo i Brasilien. Den 24 november 2007 utnämnde Benedictus XVI honom till kardinal, och han installerades året därefter till kardinalpräst av Sant'Andrea al Quirinale.